# Eudes II de Champlitte
Eudes II de Champlitte, dit le Champenois, (né vers 1155, † en mai 1204) est seigneur de Champlitte. Il est le fils d'Eudes Ier de Champlitte et de Sybille de Laferté-sur-Aube.

## Biographie
Vers 1189/1190, il participe à la troisième Croisade et est présent au siège de Saint-Jean-d'Acre en 1191 (cette année là, il est témoin d'une charte de son parent Gui de Vergy).
En 1196, Hugues de Vergy entre en conflit avec le duc de Bourgogne Hugues III, et est soutenu par ses parents champenois Eudes et Guillaume de Champlitte.
En novembre 1199, il est présent avec son frère Guillaume Ier de Champlitte au Tournoi d'Écry.
Il se croise en 1201, avec son frère Guillaume lors du chapitre de l'abbaye de Cîteaux.
En 1202, il participe à la quatrième Croisade avec son frère Guillaume Ier de Champlitte et tous deux sont présents au siège de Constantinople de 1203, ainsi qu'à celui de 1204 où il commande le cinquième corps d'armée avec Mathieu de Montmorency, et auquel il trouve la mort en mai 1204 sur le champ de bataille. Son corps est inhumé au monastère des Saints-Apôtres.

## Mariage et enfants
Avant 1187, il épouse Agnès de Mont-Saint-Jean, fille d’Hugues, seigneur de Mont-Saint-jean, et d’Elizabeth de Vergy, dont il a une fille :
- Eudette de Champlitte († après juin 1231), qui épouse Hugues II, châtelain de Gand, fils de Siger II de Gand et de Béatrix de Houdain, dont elle a deux fils : 
  - Hugues III († 1264/1265), qui succède à son père,
  - Gauthier ou Vilain († avant 1262).

Après 1200, une fois veuf, il épouse en secondes noces Emmeline de Broyes, fille de Hugues III, seigneur de Broyes et de Châteauvillain, et d'Isabelle de Dreux, dont il n'a pas de postérité. Une fois veuve, Emmeline de Broyes épouse en secondes noces Érard II de Chacenay.
En 1228, sa fille Eudette vend la moitié de la seigneurie de Champlitte à Guillaume de Vergy.

## Sources
- Marie Henry d'Arbois de Jubainville, Histoire des Ducs et Comtes de Champagne, 1865.
- Ernest Petit, Histoire des ducs de Bourgogne de la race capétienne, 1888.